# Контрманьеризм

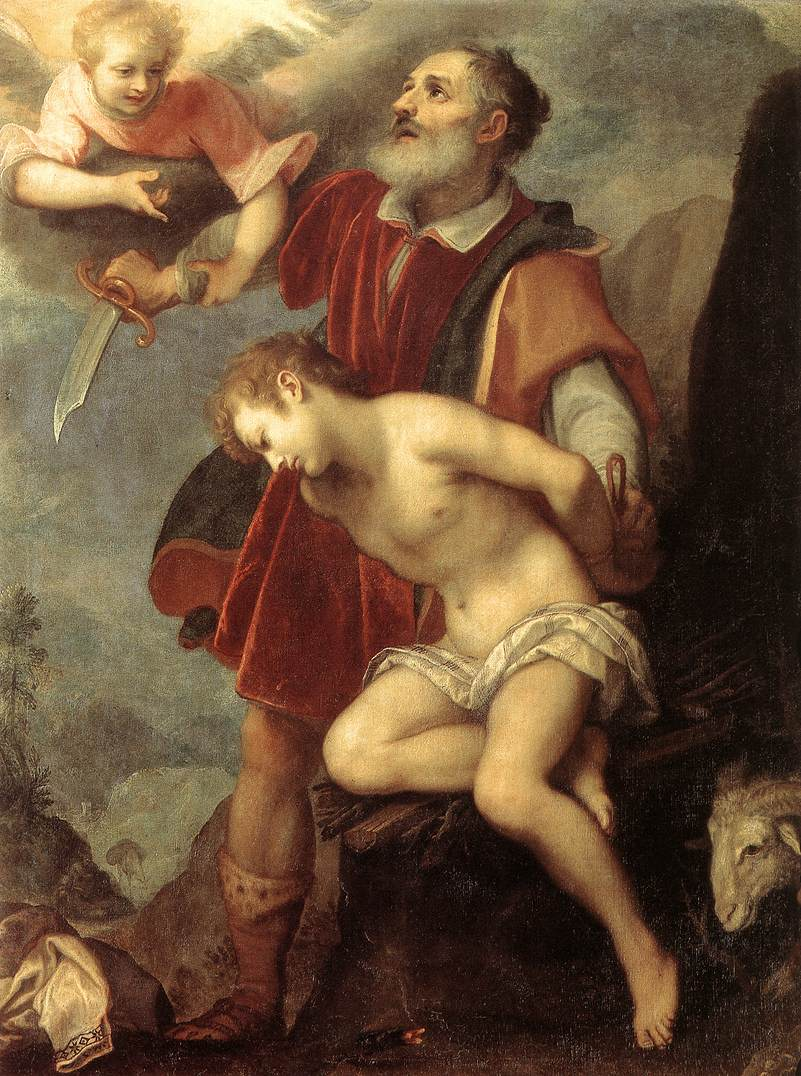
Чиголи (Лодовико Карди). Жертвоприношение Исаака. Ок. 1607. Холст, масло. Палаццо Питти, Флоренция

Контрманьеризм, контр-манера, антиманьеризм (итал. Contro-manierismo, contro-maniera; англ. counter-mannerism, counter-maniera, antimannerism)) — названия, обозначающие течение, или тенденции, выделяемые некоторыми историками и теоретиками искусства в итальянской живописи XVI века, образующие подкатегорию, или стадию искусства маньеризма, доминирующего течения в итальянском искусстве примерно с 1530 по 1590 год, представляющую собой реакцию на искусственность и крайности второго поколения художников-маньеристов второй половины XVI века. Отчасти феномен контрманьеризма объясняется стремлением художников ответить предписаниям ясности и простоты в искусстве, сформулированным на Тридентском соборе католической церкви (на его последнем заседании в 1563 году). Термин был предложен американским историком искусства Сиднеем Джозефом Фридбергом (1914—1997) и получил широкое признание, хотя и не является общепринятым среди других специалистов.

## Основные стилевые особенности искусства контрманьеризма
Художники-контрманьеристы, в основном живописцы алтарных картин и фресок, стремились отойти от излишней экспрессивности и деформации, частично вернуться к идеям классицизма, композиционной ясности и порядка искусства Высокого Возрождения.
«Контрманьера» была одним из четырёх периодов итальянской живописи XVI века, описанных Фридбергом в его труде «Живопись в Италии. 1500—1600», впервые опубликованном в 1971 году и долгое время являвшемся стандартным учебником по этой теме («первая манера, высокая манера, контрманера и поздняя манера»). Маньеризм и контрманьеризм не сменяли друг друга, а существовали бок о бок, примерно в один исторический период, причём «высокая манера» оставалась доминирующим стилем в третьей четверти XVI века. Во многих случаях черты контрманьеризма проявлялись на последней стадии творчества того или иного художника или воплощения определённой темы, развития стиля или конкретной композиционной идеи, в то время как другие работы того же художника продолжали демонстрировать стиль «высокой манеры».
Современник Фридберга, Федерико Дзери, в 1957 году ввёл или возродил собственный термин: arte sacra («священное искусство») для обозначения стиля добарочной контрреформации в римской живописи, во многом пересекающегося с контрманьерой Фридберга, хотя и более широкого как по датам, так и по стилевым характеристикам. Использование термина контрманера не получило широкого распространение, поскольку среди историков искусства растёт неприятие «стилевых ярлыков». В 2000 году Марсия Б. Холл, ведущий историк искусства того времени и ученица Фридберга, подверглась критике со стороны рецензента её книги «После Рафаэля: Живопись в Центральной Италии в XVI веке» за «фундаментальный недостаток», заключающийся в том, что она продолжала использовать этот и другие термины, несмотря на «замечание о стилевых обозначениях» в начале книги и обещание свести их использование к минимуму.
В отдельных случаях контрманьеризм сближали с условным понятием «протобарокко», поскольку, согласно одной из версий, движение маньеризма в искусстве Италии, а затем и других западноевропейских стран, предшествовало эпохе барокко.
Термин «контрманьеризм» чаще применяется к художникам Флоренции и Рима, своеобразных центров маньеристского движения в изобразительном искусстве. Что касается, к примеру, Венеции, Болоньи или Милана, то в этих регионах противопоставление маньеризма, контрманьеризма и барокко теряет смысл по причине ярко выраженной местной специфики.
Наиболее яркие представители итальянского контрманьеризма: Даниэле да Вольтерра, Якопо да Эмполи, Санти ди Тито, Чиголи, Бернардино Поччетти, Франческо Курради, Антонио Темпеста, Мазо да Сан-Фриано, Джироламо Сичоланте да Сермонета, Кристофоро Ронкалли, Джузеппе Чезари и другие.